# London Racer
London Racer è un simulatore di guida per PlayStation e Microsoft Windows sviluppato dalla Davilex Games nel 2000. È uscito il 29 settembre 2000 nella sola Europa, a causa della mancanza di un editore. Fa parte del media franchise Racer, ambientato in vari luoghi del mondo a seconda del gioco della serie.

## Modalità di gioco
Lo scopo del gioco è quello di partecipare a 8 corse che si svolgono sulle strade che attraversano i luoghi più importanti di Londra. Alla fine di ogni corsa, che si svolge contro altri tre concorrenti, verrà tenuto conto del tempo impiegato per terminarla. Il pilota che alla fine delle otto competizioni avrà impiegato meno tempo per completarle tutte, vincerà il campionato.

## Veicoli
Sono presenti solo 6 auto da guidare in questo gioco e, a causa della mancanza della licenza, hanno nomi di fantasia. Sono però facilmente identificabili dalla carrozzeria.
Questo è l'elenco:
1. Nime = Mini Cooper 1969
2. Opal Aster = Opel Astra
3. Bietel = Volkswagen Maggiolino 1999
4. BWM = BMW Z3
5. Horch DD = Audi TT
6. Trafalguar = Jaguar XKR

## Luoghi famosi attraversati
1. Oxford Street
2. Centre Point
3. Covent Garden
4. Waterloo Bridge
5. Westminster Bridge
6. Parliament Square (incl. Big Ben)
7. Trafalgar Square
8. Piccadilly Circus
9. Regent Street
10. Oxford Circus
11. Windsor Castle
12. Maidenhead Bridge
13. Marlow Bridge & Church
14. Wallingford Castle and Church
15. Oxford University
16. Stonehenge
17. Avebury Stone Circle
18. Admiralty Arch
19. Queen Victoria Memorial
20. Buckingham Palace
21. Wellington Arch (Hyde Park Corner)